# معادلة أنطوان

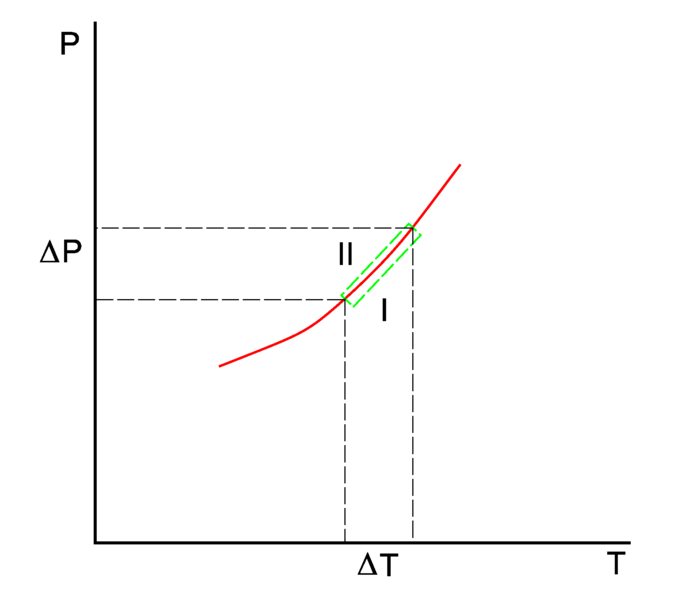

معادلة أنطوان هي معادلة ترابط تجريبية تصف العلاقة بين ضغط البخار ودرجة الحرارة للمركبات الكيميائية أو المكوّنات النقية؛ وهي مشتقة من معادلة كلاوزيوس-كلابيرون. تنسب المعادلة إلى العالم الفرنسي لوي شارل أنطوان Louis Charles Antoine(1825–1897).

## المعادلة
{\displaystyle \log _{10}p=A-{\frac {B}{C+T}}.}
حيث p ضغط البخار
و T درجة الحرارة 
و A و B و C ثوابت تتعلق قيمها بالمكون.
يمكن الحصول على شكل رياضي آخر من المعادلة بوضع قيمة C صفراً:
{\displaystyle \log _{10}p=A-{\frac {B}{T}}}
وبالتالي نحصل على معادلة آوغست، نسبة إلى الفيزيائي الألماني إرنست فرديناند آوغست Ernst Ferdinand August (1795–1870).

## اقرأ أيضاً
- ضغط البخار
- معادلة كلاوزيوس-كلابيرون